# Edwin Abbott
Edwin Abbott Abbott (n. 20 decembrie 1838; d. 12 octombrie 1926) a fost un învățător englez și teolog, cunoscut pentru nuvelă sa din 1884: „Flatland: A Romance of Many Dimensions”. El este fiul lui cel mare al lui Edwin Abbott (1808-1882), director al Școlii Filologice, Marylebone și al lui Jane Abbott (1806-1882). Părinții lui erau veri primari. 
„Flatterland” de Ian Stewart și Sphereland de Dionys Burger sunt continuările nuvelei „Flatland”.
1. ↑  Autoritatea BnF, accesat în 10 octombrie 2015
2. ↑  CONOR.SI[*] Verificați valoarea |titlelink= (ajutor)